# Dorylaimopsis poriferum
Dorylaimopsis poriferum is een rondwormensoort uit de familie van de Comesomatidae. De wetenschappelijke naam van de soort is voor het eerst geldig gepubliceerd in 1920 door Cobb.